# Papilmycena
De papilmycena (Mycena vitilis) is een schimmel behorend tot de familie Mycenaceae. Hij leeft saprotroof op (begraven) dode takjes en stukjes verterend hout van loofbomen in bossen. De vruchtlichamen groeien verspreid of in groepen.

## Kenmerken
Hoed
De hoed heeft een diameter van 6 tot 22 mm. De vorm is aanvankelijk kegelvormig of klokvormig, maar vlakt af bij oudere exemplaren. Als ze jong zijn, wordt de hoedrand tegen de steel gedrukt, maar naarmate de hoed uitzet, wordt deze klokvormig of enigszins umbonaat en de rand wordt vlakker of buigt naar binnen. Het hoedoppervlak is aanvankelijk grijs. Het wordt slijmerig als het vochtig is en glanzend als het droog is. De hoedrand heeft lichte groeven die de positie van de lamellen eronder markeren. De kleur van de hoed is beige (soms met een grijsachtige tint) met lichtere randen, vervagen tot lichtgrijs of bijna wit in de leeftijd. Af en toe heeft de champignonhoed een sterke bruinachtige tint als hij vers is. Vochtige paddenstoelen hebben een licht plakkerig oppervlak. 
Steel
De steel is 6 tot 12 cm lang en 1,5 tot 2 mm dik, overal even breed, kraakbeenachtig en taai. De steelkleur is bleek grijsbruin, de top vaak wit. Hij is meestal recht, maar vaak gebogen naar de basis. Het vlees is dun maar buigzaam, kraakbeenachtig. Aan de top is het enigszins vezelig gestreept. Het deel van de steelvoet dat in het substraat geworteld is, is bedekt met dikke, stijve witachtige haren en is omgeven door een dunne ondergelatineuze laag, waardoor het slijmerig aanvoelt. 
Lamellen
De lamellen zijn wit tot lichtgrijs met een witte lamelsnede.
Geur en smaak
Het heeft geen kenmerkende geur en smaak. De paddenstoel is oneetbaar.

### Microscopische kenmerken
De sporen zijn ellipsoïde, hyaliene, amyloïde en meten 9-11 × 5-6 µm. De basidia (sporendragende cellen) zijn viersporig. De pleurocystidia (cystidia op het lamelvlak) zijn niet gedifferentieerd of zijn af en toe aanwezig nabij de lamelrand en lijken op cheilocystidia (cystidia op de kieuwrand). De cheilocystidia, die 32-46 × 8-14 µm meten, lopen aan beide uiteinden taps toe en kunnen twee tot meerdere stompe vingerachtige uitsteeksels hebben die uit de top komen. Het lamelvlees kleurt wijnbruin in jodium. Het subhymenium (de weefsellaag direct onder het hymenium) is gemaakt van smalle, met elkaar verweven hyfen, waarbij het centrale gedeelte bestaat uit lange, cilindrische en matig brede cellen. Een ander belangrijk kenmerk is de afwezigheid van gespen.

## Verspreiding
Langs de Pacifische kust is de soort soms overvloedig aanwezig op de Alnus rubra. In het oosten van Noord-Amerika groeit hij vrij vaak in oktober en november met M. semivestipes en M. pullata. De schimmel is wijd verspreid in Europa (bijvoorbeeld Groot-Brittannië, Duitsland, Italië, Noorwegen, Polen en Portugal). In Nederland komt hij zeer algemeen voor. Hij staat niet op de rode lijst en is niet bedreigd.

## Foto's

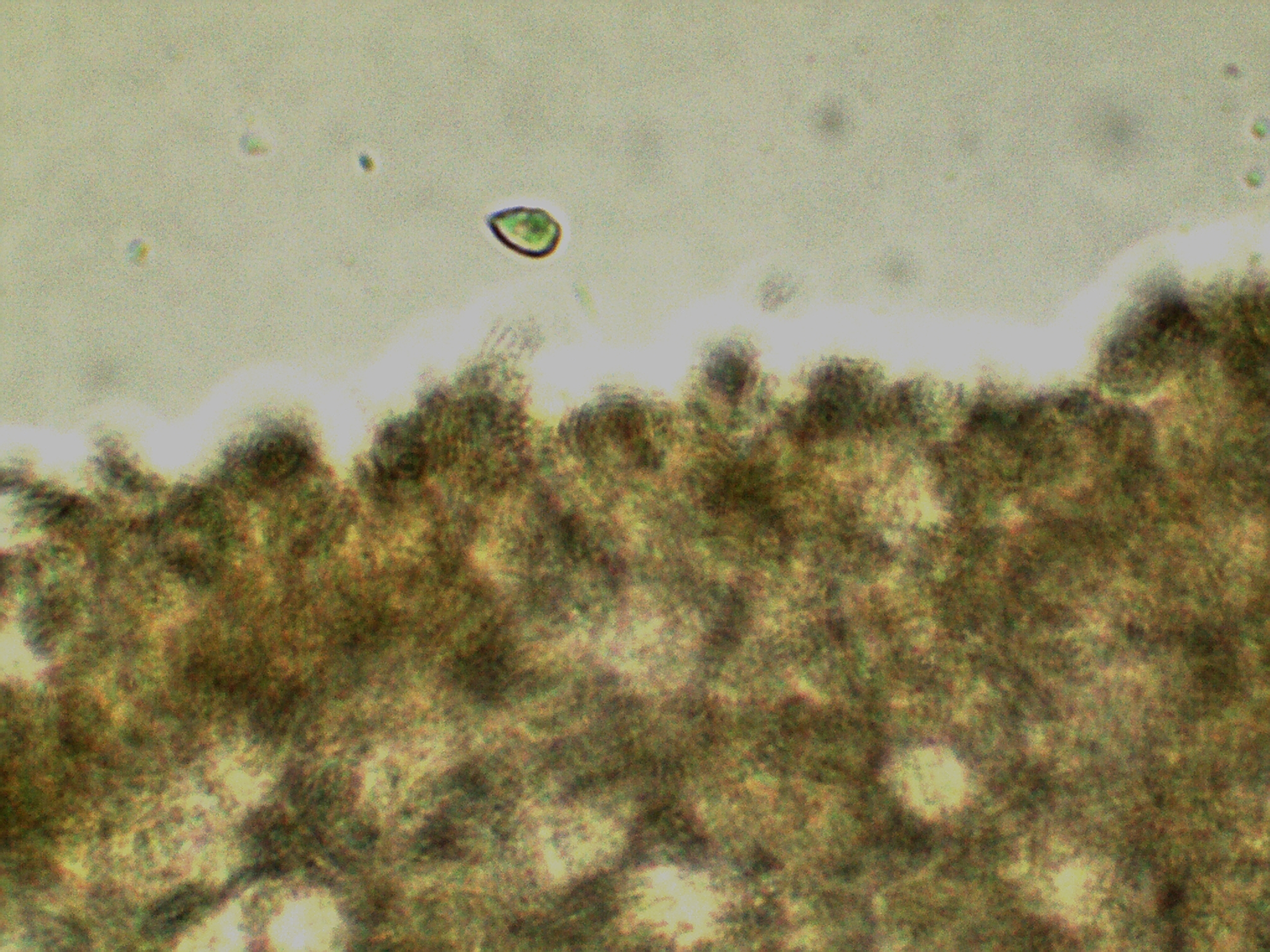
Sporen